# 여주종합운동장
여주종합운동장(驪州綜合運動場, Yeoju Stadium)은 대한민국 경기도 여주시에 있는 스포츠 시설이다. 인조잔디 필드와 우레탄 트랙이 갖춰진 경기장이며, 1980년에 준공되었다. 2018년부터 여주 FC의 홈 경기장으로 사용되고 있다. 1991년과 2005년, 2011년에 개ㆍ보수가 이루어졌다.

## 참고 문헌
- “여주종합운동장”. 여주도시관리공단. 2019년 9월 28일에 원본 문서에서 보존된 문서. 2019년 9월 28일에 확인함.
- 〈여주종합운동장〉. 《두피디아》. 두산.
- 《전국 공공체육 시설 현황 (2017년말 기준)》. 대한민국 문화체육관광부. 2019.
- 《2019년 전국 공공체육시설 현황 (2018년말 기준)》. 대한민국 문화체육관광부. 2020.
- 《2020년 전국 공공체육시설 현황 (2019년말 기준)》. 대한민국 문화체육관광부. 2021.
- 《2023 전국 공공체육시설 현황 (2022년 12월말 기준)》. 대한민국 문화체육관광부. 2024.